# Берг (Шуссенталь)

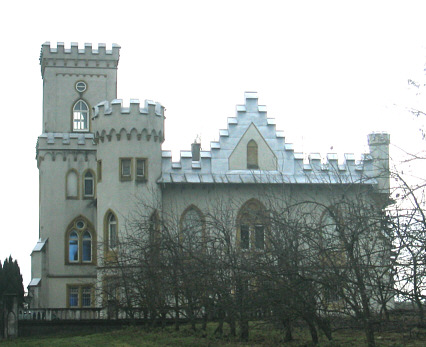
Замок

Берг (нем. Berg) — коммуна в Германии, в земле Баден-Вюртемберг.
Подчиняется административному округу Тюбинген. Входит в состав района Равенсбург. Подчиняется управлению Миттлерес Шуссенталь. Население составляет 3960 человек (на 31 декабря 2010 года). Занимает площадь 28,41 км².